# 胡和勒泰
胡和勒泰（1907年—1964年），出生于呼伦贝尔盟陈巴尔虎旗（今内蒙古自治区呼伦贝尔市境），蒙古族牧民，中华人民共和国全国劳动模范。第一、二届内蒙古自治区人大代表，第一至第三届全国人大代表
呼和淖尔农业生产互助组组长，致力于改良牲畜品种。1954年，当选第一届全国人民代表大会代表。1957年获全国劳动模范荣誉称号。